# Frederik Jäkel
Frederik Jäkel (Dommitzsch, 2001. március 7. –) német korosztályos válogatott labdarúgó, az Eintracht Braunschweig játékosa kölcsönben az RB Leipzig csapatától.

## Pályafutása

### Klubcsapatokban
2012-ben a Dommitzscher korosztályos csapatából került az RB Leipzig akadémiájára. 2019. április 25-én aláírta az első profi szerződését a klubbal. 2020. március 1-jén a Bayer Leverkusen elleni bajnoki mérkőzésen ülhetett először le a kispadra a felnőtt csapatban, de pályára nem lépett. 2020. július 14-én két szezonra kölcsönbe került a belga KV Oostende csapatához. December 15-én debütált az Anderlecht elleni bajnoki mérkőzésen kezdőként. 2021. július 30-án az első bajnoki gólját is megszerezte a KRC Genk ellen 4–3-ra megnyert mérkőzésen. 2022. június 20-án az Arminia Bielefeld kölcsön vette vételi opcióval. Július 16-án debütált a bajnokságban a Sandhausen ellen 2–1-re elvesztett másodosztályú bajnoki találkozón. 2023. április 2-án megszerezte első bajnoki gólját a Holstein Kiel ellen 3–2-re megnyert találkozón.
2023. augusztus 1-jén az Elversberg szerződtette kölcsönben. Augusztus 18-án debütált az 1. FC Kaiserslautern ellen 3–2-re elvesztett bajnoki találkozón. 2024. január 20-án szerezte meg az első gólját a Hannover 96 klubja elleni 1–1-re végződő mérkőzésen. Február 10-én a Fortuna Düsseldorf ellen keresztszalag-szakadást szenvedett. Június 7-én jelentették be, hogy megegyezett a kölcsönszerződés meghosszabbításában, valamint az RB Leipzig 2026. június 30-ig írt vele alá új szerződést. A 2024–25-ös szezon végén visszatért Lipcsébe. 2025. július 4-én kölcsönben csatlakozott a másodosztályú Eintracht Braunschweig csapatához, vásárlási opcióval.

### A válogatottban
Többszörös korosztályos válogatott. Pályára lépett az U20-as Elite League-ben.

## Statisztika
2024. december 6-án frissítve.
| Klub                 | Szezon   | Bajnokság | Bajnokság | Kupa  | Kupa | Európa | Európa | Egyéb | Egyéb | Összesen | Összesen |
| Klub                 | Szezon   | Meccs     | Gól       | Meccs | Gól  | Meccs  | Gól    | Meccs | Gól   | Meccs    | Gól      |
| -------------------- | -------- | --------- | --------- | ----- | ---- | ------ | ------ | ----- | ----- | -------- | -------- |
| RB Leipzig           | 2019–20  | 0         | 0         | 0     | 0    | 0      | 0      | 0     | 0     | 0        | 0        |
| RB Leipzig           | Összesen | 0         | 0         | 0     | 0    | 0      | 0      | 0     | 0     | 0        | 0        |
| Oostende (kölcsön)   | 2020–21  | 16        | 0         | 1     | 0    | 0      | 0      | —     | —     | 17       | 0        |
| Oostende (kölcsön)   | 2021–22  | 25        | 3         | 1     | 0    | 0      | 0      | —     | —     | 26       | 2        |
| Oostende (kölcsön)   | Összesen | 41        | 3         | 2     | 0    | 0      | 0      | 0     | 0     | 43       | 3        |
| Bielefeld (kölcsön)  | 2022–23  | 25        | 1         | 0     | 0    | —      | —      | 2     | 0     | 27       | 1        |
| Bielefeld (kölcsön)  | Összesen | 25        | 1         | 0     | 0    | 0      | 0      | 2     | 0     | 27       | 1        |
| Elversberg (kölcsön) | 2023–24  | 18        | 1         | 0     | 0    | —      | —      | —     | —     | 18       | 1        |
| Elversberg (kölcsön) | 2024–25  | 1         | 0         | 0     | 0    | —      | —      | —     | —     | 1        | 0        |
| Elversberg (kölcsön) | Összesen | 19        | 1         | 0     | 0    | 0      | 0      | 0     | 0     | 19       | 1        |
| Összesen             | Összesen | 85        | 5         | 2     | 0    | 0      | 0      | 2     | 0     | 89       | 5        |

## Sikerei, díjai

### Egyéni
- Fritz Walter-medál (U19) – bronzérmes: 2020